# Forsebia decreta
Forsebia decreta är en fjärilsart som beskrevs av Druce. Forsebia decreta ingår i släktet Forsebia och familjen nattflyn. Inga underarter finns listade i Catalogue of Life.